# Kenelm
Kenelm ou Cynehelm est un saint anglo-saxon.

## Biographie
La vie de Kenelm est l'objet d'une hagiographie rédigée vers le milieu du XIe siècle, Vita et Miracula Sancti Kenelmi, vraisemblablement rédigée par Goscelin à la demande des moines de l'abbaye de Winchcombe. D'après ce texte, Kenelm est le fils du roi Cenwulf de Mercie. À la mort de son père, il lui succède sur le trône, bien qu'il ne soit âgé que de sept ans. Kenelm fait un rêve que sa nourrice interprète comme une prémonition de sa mort. De fait, la sœur aînée de Kenelm, Cwenthryth, désire s'emparer du pouvoir. Elle fomente l'assassinat de son frère avec son précepteur Æscberht, qui tue Kenelm lors d'une partie de chasse dans la forêt de Clent, dans le Worcestershire, et l'enterre dans un coin isolé. Le secret est miraculeusement éventé lorsqu'une colombe vient déposer aux pieds du pape, en train de célébrer la messe à Rome, un morceau de parchemin portant des vers révélant toute l'affaire. Les restes du jeune garçon, considéré comme un martyr, sont ensuite inhumés en grande pompe dans l'abbaye de Winchcombe.
Ce récit, repris par des chroniqueurs ultérieurs comme Guillaume de Malmesbury et Jean de Worcester, n'est pas confirmé par les sources du IXe siècle. Au contraire, on trouve dans les chartes de Cenwulf un individu nommé Cynehelm, qui apparaît vers 800 et disparaît en 811, dix ans avant la mort du roi en 821. Si ce Cynehelm est le fils de Cenwulf, alors l'hagiographie se trompe en faisant survivre Kenelm à son père.

## Culte
Le principal foyer du culte de Kenelm au Moyen Âge est l'abbaye de Winchcombe. Il s'y développe à partir du milieu du Xe siècle, période qui voit la refondation de ce monastère dans le cadre de la réforme bénédictine. Un calendrier liturgique datant de cette période situe sa fête le 17 juillet. Kenelm est mentionné dans le Conte de l'aumônier des nonnes, l'un des Contes de Canterbury de Geoffrey Chaucer, et plusieurs églises d'Angleterre lui sont toujours dédiées.